# 陆川县
陆川县（邮政式拼音：Luchwan）是中国广西壮族自治区玉林市所辖的一个县。总面积为1551平方公里，縣人民政府駐温泉鎮。

## 行政区划
陆川县辖14个镇：
温泉镇、米场镇、马坡镇、珊罗镇、平乐镇、沙坡镇、大桥镇、乌石镇、良田镇、清湖镇、古城镇、沙湖镇、横山镇和滩面镇。

## 人口
根据(广西壮族自治区)玉林市第七次全国人口普查主要数据公报显示：陆川县常住人口为804427人，男性人口占比51.73%，女性人口占比48.27%，年龄结构中0-14岁占比31%，15-59岁占比53.24%，60岁以上占比15.76%，65岁以上占比11.86%。

## 交通
- 玉林繞城高速、 玉湛高速、 241国道、 359国道
- 陆川站：黎湛鐵路

## 风景名胜
- 谢鲁山庄
- 東成水庫

## 语言
县南主要通行客家话，县北主要通行粤语。县城则两种语言通用。